# 塞雷雅伊什
塞雷雅伊什是葡萄牙布拉干萨区的一个堂区。总面积16.79平方公里，总人口247人，人口密度14.7人/平方公里。